# SN 2006eq
SN 2006eq – supernowa typu Ia odkryta 26 sierpnia 2006 roku w galaktyce A212837+0113. W momencie odkrycia miała maksymalną jasność 18,70m.